# Николае Георге
Николае Георге (енгл. Nicolae Gheorghe; Рошиори де Веде, 12. новембар 1946 ― 8. август 2013) био је румунски активиста за људска права.

## Биографија
Рођен је 12. новембра 1946. у Рошиори де Веде. Оснивач је ромског модерног покрета, који је започео у Румунији за време комунистичког режима и наставио га до своје смрти. Похађао је војну академију, а свој милитантни рад започео је 1970-их, када је био активно укључен у промоцију права Рома у Румунији. У то време Роми су се суочавали са многим облицима дискриминације и социјалне искључености. Године 1972. дипломирао је филозофију и социологију, а 1974. мањинску владу. После 1989. именован је за експерта за мањине у румунској влади.
Био је активиста за права Рома. Године 1993. основао је Центар за друштвене интервенције и студије, посвећен промовисању права Рома и борби против дискриминације са којом се суочавају. Један од најважнијих циљева су промовисање једнаких права Рома у Румунији, борба против дискриминације и побољшање њихове друштвене укључености. Организација ради на подизању јавне свести, пружању правне помоћи Ромима и залагању за инклузивне јавне политике.
Од 1998. до 1999. помогао је у оснивању Радне групе удружења Рома. Преминуо је 8. августа 2013. године.

## Радови
- Nicolae Gheorghe; Andrzej Mirga (12. 3. 2001). „Роми у двадесет првом веку: Документ о политици”. Eurozine. Архивирано из оригинала 1. 11. 2013. г. Приступљено 17. 8. 2013.
- „Румунија избегава своје обавезе према Ромима”. The Guardian. 3. 11. 2010.